# 岩茶乡
岩茶乡，是中华人民共和国广西壮族自治区百色市隆林各族自治县下辖的一个乡镇级行政单位。

## 行政区划
岩茶乡下辖以下地区：
岩茶村、卡白村、弄金村、冷独村、平班村、者艾村、龙台村、弄甫村和平台村。